# 符册砖塔
符册砖塔，位于山西省临汾市翼城县南唐乡符册村。
符册砖塔是一座清代实心砖塔，圆形，高18米，五级密檐式。基座石砌方形。顶层设佛龛。
1987年8月20日，符册砖塔公布为翼城县文物保护单位。